# Château de Cély
Le château de Cély, de nos jours campus de Cély, est une demeure située à Cély, en France. Son domaine comprend le golf de Cély.

## Situation et accès
L’édifice est situé au nord-ouest du village de Cély, avec un accès par la route de Saint-Germain. Plus largement, il se trouve dans le département de Seine-et-Marne, en région Île-de-France.

## Histoire
Le château est construit par Jacques Cœur en 1400,. Dans la première moitié du XIXe siècle, il est possédé par Adrien et Eugène d'Astorg. Il est pratiquement détruit au cours de la guerre franco-allemande de 1870. Acquis au XXe siècle par un Japonais dénommé Sawada, ce dernier y établit un golf privé, vitrine pour sa collection d'art.